# 提契諾州
提契諾州（義大利語：Ticino），正式名稱为提契諾共和國和州（Repubblica e Cantone Ticino），是瑞士南部的一個州，瑞士義大利語區的主要組成部分。首府為貝林佐納，盧加諾是全州第一大城。重要城市還有舉辦洛迦诺电影节的洛迦诺。该州与意大利接壤。

## 名稱
提契諾這一名稱源自境內的同名河流。提契諾河是波河的支流，其拉丁文原名Tīcīnus可能源於凱爾特語。